# برنارد سميث
برنارد سميث (بالإنجليزية: Bernard Smith)‏ (و. 1776 – 1835 م) هو سياسي، من الولايات المتحدة الأمريكية، توفي في ليتل روك، أركنساس، عن عمر يناهز 59 عاماً.

## مناصب
تولى منصب عضو مجلس النواب الأمريكي.